# Lontzen
Lontzen är en kommun i Belgien.   Den ligger i provinsen Liège och regionen Vallonien, i den tyskspråkiga gemenskapen i Belgien i den östra delen av landet, 120 km öster om huvudstaden Bryssel. Antalet invånare är 5 461.
Omgivningarna runt Lontzen är en mosaik av jordbruksmark och naturlig växtlighet. Runt Lontzen är det ganska tätbefolkat, med 179 invånare per kvadratkilometer.